# Pabstiella garayi
Pabstiella garayi é uma espécie de planta do gênero Pabstiella e da família Orchidaceae. 

## Taxonomia
A espécie foi descrita em 2007 por Carlyle A. Luer. 
Os seguintes sinônimos já foram catalogados:  
- Pleurothallis garayi  Pabst
- Specklinia garayi  (Pabst) Luer

## Forma de vida
É uma espécie epífita e herbácea. 

## Conservação
A espécie faz parte da Lista Vermelha das espécies ameaçadas do estado do Espírito Santo, no sudeste do Brasil. A lista foi publicada em 13 de junho de 2005 por intermédio do decreto estadual nº 1.499-R. 

## Distribuição
A espécie é encontrada no estado brasileiro do Espírito Santo. 
A espécie é encontrada no domínio fitogeográfico de Mata Atlântica, em regiões com vegetação de floresta ombrófila pluvial.